# Myzostoma pottsi
Myzostoma pottsi is een ringworm uit de familie Myzostomatidae.
Myzostoma pottsi werd in 1927 voor het eerst wetenschappelijk beschreven door Atkins.